# Villiers-le-Morhier
Villiers-le-Morhier – miejscowość i gmina we Francji, w Regionie Centralnym, w departamencie Eure-et-Loir.
Według danych na rok 1990 gminę zamieszkiwało 1077 osób, a gęstość zaludnienia wynosiła 104 osoby/km² (wśród 1842 gmin Regionu Centralnego Villiers-le-Morhier plasuje się na 363. miejscu pod względem liczby ludności, natomiast pod względem powierzchni na miejscu 1129.).